# Tuscaloosa County
Tuscaloosa County är ett administrativt område i delstaten Alabama, USA, med 194 656 invånare. Den administrativa huvudorten (county seat) är Tuscaloosa. 

## Geografi
Enligt United States Census Bureau så har countyt en total area på 3 500 km². 3 430 km² av den arean är land och 70 km² är vatten.

### Angränsande countyn
- Walker County - nordöst
- Jefferson County - öst
- Bibb County - sydöst
- Hale County - syd
- Greene County - sydväst
- Pickens County - väst
- Fayette County - nordväst